# 奥图泰

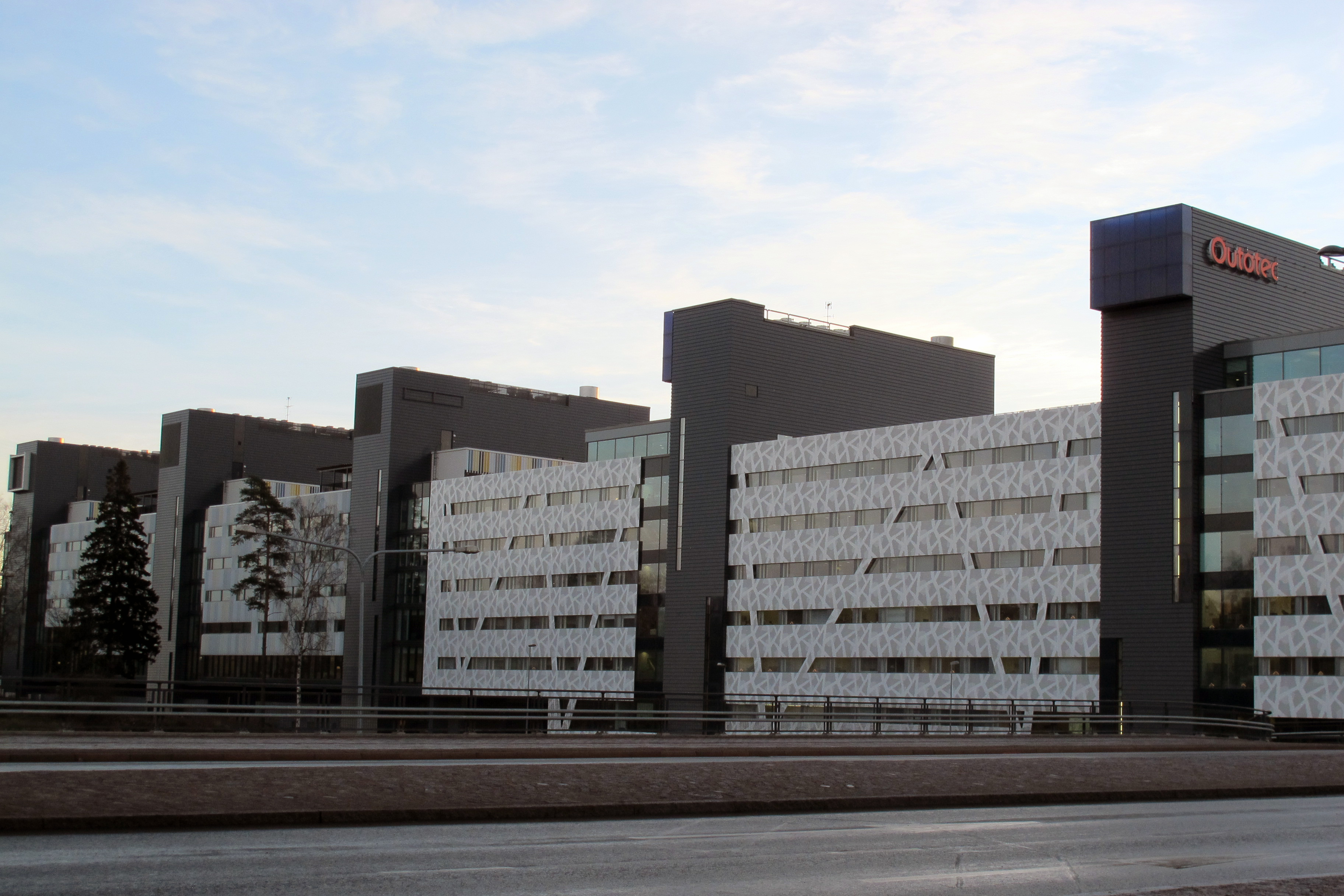
奥图泰公司总部位于芬兰埃斯波

奥图泰（芬蘭語：Outotec Oyj）曾是一家在芬兰上市的技术公司。它是在2006年由奧托昆普公司分离出的技术业务部门组建成立的。该公司不专注生产，而是把重点放在设计和咨询上。它只自己生产核心部件，其所提供的产品中大部分是从外包生产商那里买来的。奥图泰的生产作坊有两个：一个位于奥托昆普市，主要生产机械部件；另一个位于拉彭兰塔市，主要生产工业过滤器。
除了是一个技术公司之外，奥图泰也是一个项目公司，提供复杂的采矿技术和建厂项目。在这些项目奥图泰首先进行设计，然后是单独或者和合作方一起进行项目的运行。奥图泰组装供应链、设计和交付进程、并培训客户来管理进程。
2020年7月1日奥图泰和美卓的矿机业务合并为美卓奥图泰。